# سزار فرناندس آردابین
سزار فرناندس آردابین ((به اسپانیایی: César Fernández Ardavín)؛ ۲۲ ژوئیهٔ ۱۹۲۳ – ۷ سپتامبر ۲۰۱۲) کارگردان، فیلم‌نامه‌نویس، و تهیه‌کننده اهل اسپانیا بود. فیلم او ال‌لازاریو دی تورمس برنده خرس طلایی از جشنواره فیلم برلین ۱۹۶۰ شده است.